# Joshua King (futbolista)
Joshua Christian Kojo King (Oslo, 15 de enero de 1992) es un futbolista noruego que juega de delantero en el Khaleej Club de la Liga Profesional Saudí.

## Carrera
Nacido en la capital noruega, Oslo, de padre gambiano y madre noruega, King creció en el suburbio de Romsås. Comenzó su carrera con el club local Romsås IL a la edad de 6 años, pero firmó por Vålerenga IF en 2006, cuando tenía 14 años. Se quedó con Vålerenga por dos temporadas, donde no pudo actuar en el primer equipo hasta que lo descubrió el "scout" de las Reservas del Manchester United Ole Gunnar Solskjær en verano en 2007.

## Selección nacional
Después de representar a Noruega en categorías inferiores, Egil Olsen convocó a King para jugar en las eliminatorias de la Copa del Mundo en septiembre de 2012. Hizo su debut contra Islandia el 7 de septiembre de 2012, cuando reemplazó a Mohammed Abdellaoue en el minuto 65. King anoto su primer gol luego de 8 minutos de haber entrado, pero el gol fue anulado. Cuatro días después, en el siguiente partido de Noruega, reemplazó a Abdellaoue en el partido contra Eslovenia. King reemplazó a Alexander Søderlund como suplente en el partido contra Chipre en Lárnaca el 16 de octubre de 2012, luego ganó un penalti y anotó el gol de la victoria de Noruega por 3-1.
Fue incluido en la selección de Noruega para el Eurocopa Sub-21 de 2013, tuvo que jugar el partido de clasificación para la Copa del Mundo contra Albania, junto con sus compañeros de equipo Valon Berisha, Håvard Nordtveit y Markus Henriksen antes de viajar al campeonato en Israel. King apareció en los partidos de la selección sub-21 contra Italia sub-21 y España sub-21 durante el campeonato.

## Estadísticas

### Clubes
Actualizado el 22 de mayo de 2022.
| Club                                | Div.          | Temporada     | Liga  | Liga  | Copa  | Copa  | Internacional | Internacional | Total | Total |
| Club                                | Div.          | Temporada     | Part. | Goles | Part. | Goles | Part.         | Goles         | Part. | Goles |
| ----------------------------------- | ------------- | ------------- | ----- | ----- | ----- | ----- | ------------- | ------------- | ----- | ----- |
| Manchester United F. C. Inglaterra  | 1.ª           | 2009-10       | 0     | 0     | 1     | 0     | —             | —             | 1     | 0     |
| Preston North End F. C. Inglaterra  | 2.ª           | 2010-11       | 8     | 0     | 2     | 1     | —             | —             | 10    | 1     |
| Preston North End F. C. Inglaterra  | Total club    | Total club    | 8     | 0     | 2     | 1     | 0             | 0             | 10    | 1     |
| Borussia Mönchengladbach · Alemania | 1.ª           | 2011-12       | 2     | 0     | —     | —     | —             | —             | 2     | 0     |
| Borussia Mönchengladbach · Alemania | Total club    | Total club    | 2     | 0     | 0     | 0     | 0             | 0             | 2     | 0     |
| Hull City A. F. C. Inglaterra       | 2.ª           | 2011-12       | 18    | 1     | 1     | 0     | —             | —             | 19    | 1     |
| Hull City A. F. C. Inglaterra       | Total club    | Total club    | 18    | 1     | 1     | 0     | 0             | 0             | 19    | 1     |
| Manchester United F. C. Inglaterra  | 1.ª           | 2012-13       | 0     | 0     | —     | —     | 1             | 0             | 1     | 0     |
| Manchester United F. C. Inglaterra  | Total club    | Total club    | 0     | 0     | 1     | 0     | 1             | 0             | 2     | 0     |
| Blackburn Rovers F. C. Inglaterra   | 2.ª           | 2012-13       | 16    | 2     | 4     | 0     | —             | —             | 20    | 2     |
| Blackburn Rovers F. C. Inglaterra   | 2.ª           | 2013-14       | 32    | 2     | 3     | 0     | —             | —             | 35    | 2     |
| Blackburn Rovers F. C. Inglaterra   | 2.ª           | 2014-15       | 16    | 1     | 3     | 3     | —             | —             | 19    | 4     |
| Blackburn Rovers F. C. Inglaterra   | Total club    | Total club    | 64    | 5     | 10    | 3     | 0             | 0             | 74    | 8     |
| AFC Bournemouth Inglaterra          | 1.ª           | 2015-16       | 31    | 6     | 4     | 1     | —             | —             | 35    | 7     |
| AFC Bournemouth Inglaterra          | 1.ª           | 2016-17       | 36    | 16    | 0     | 0     | —             | —             | 36    | 16    |
| AFC Bournemouth Inglaterra          | 1.ª           | 2017-18       | 33    | 8     | 1     | 1     | —             | —             | 34    | 9     |
| AFC Bournemouth Inglaterra          | 1.ª           | 2018-19       | 35    | 12    | 3     | 0     | —             | —             | 38    | 12    |
| AFC Bournemouth Inglaterra          | 1.ª           | 2019-20       | 26    | 6     | 1     | 0     | —             | —             | 27    | 6     |
| AFC Bournemouth Inglaterra          | 2.ª           | 2020-21       | 12    | 0     | 2     | 3     | —             | —             | 14    | 3     |
| AFC Bournemouth Inglaterra          | Total club    | Total club    | 173   | 48    | 11    | 5     | 0             | 0             | 184   | 53    |
| Everton F. C. Inglaterra            | 1.ª           | 2020-21       | 11    | 0     | —     | —     | —             | —             | 11    | 0     |
| Everton F. C. Inglaterra            | Total club    | Total club    | 11    | 0     | 0     | 0     | 0             | 0             | 11    | 0     |
| Watford F. C. Inglaterra            | 1.ª           | 2021-22       | 32    | 5     | 1     | 0     | —             | —             | 33    | 5     |
| Watford F. C. Inglaterra            | Total club    | Total club    | 32    | 5     | 1     | 0     |               |               | 33    | 5     |
| Total carrera                       | Total carrera | Total carrera | 308   | 59    | 26    | 9     | 1             | 0             | 335   | 68    |

## Palmarés

### Títulos nacionales
| Título          | Club             | País    | Año  |
| --------------- | ---------------- | ------- | ---- |
| Copa de Turquía | Fenerbahçe S. K. | Turquía | 2023 |